# The Supremes Sing Country, Western and Pop
Albums de The Supremes
A Bit of Liverpool
(1964) We Remember Sam Cooke
(1965)
Singles
1. My Heart Can't Take It No More
Sortie : 2 février 1963

The Supremes Sing Country, Western and Pop est le quatrième album du groupe The Supremes, sorti en février 1965. Bien qu'il se présente comme un disque de reprises country, plus de la moitié des titres ont en réalité été écrits spécifiquement pour cet album par Clarence Paul, un auteur-compositeur de la Motown, parmi lesquels My Heart Can't Take It No More, une chanson enregistrée par les Supremes dès 1962 et parue en single l'année suivante.

## Titres

### Face 1
1. Funny How Time Slips Away (Willie Nelson) – 3:09
2. My Heart Can't Take It No More (Clarence Paul) – 2:55
3. It Makes No Difference Now (Floyd Tillman) – 3:25
4. You Didn't Care (Paul) – 2:31
5. Tears in Vain (Paul) – 2:17

### Face 2
1. Tumbling Tumbleweeds (Bob Nolan) – 2:16
2. Lazy Bones (Johnny Mercer, Hoagy Carmichael) – 3:36
3. You Need Me (Paul) – 2:56
4. Baby Doll (Paul, Stevie Wonder) – 2:22
5. Sunset (Paul, Wonder) – 3:10
6. (The Man With the) Rock and Roll Banjo Band (Paul, Berry Gordy) – 3:04